# 湖南陽明山国家森林公園
湖南陽明山国家森林公園（こなんようめいさんこっかしんりんこうえん）は、中華人民共和国湖南省永州市に位置する国家森林公園。敷地面積は666666666.67平方メートル（71759402.8平方フィート）。最高峰は1624.6メートル。

## 歴史
1945年、蔣介石は衡山で高級軍事長官会議を開いたことがある。その間に陽明山に到着して見学し、ここの風景が印象的だった。
1982年に湖南省の省級自然保護区となり、1992年に国家森林公園に指定された。2009年9月、中華人民共和国国務院は公園を国家自然保護区に認定した。2012年、中華人民共和国国家観光局は公園をAAAA旅遊景区に認定した。

## 地理
山体は砂岩によりなされ、石が多いのが特徴である。

### 気候
陽明山国家森林公園は亜熱帯モンスーン気候区に位置し、年間平均気温は12°C（54°F）、年間総降雨量は2000ミリ（79インチ）、無霜期は150日。

### 河川
黄江源は公園に源を発する。

## 生物

### 植物
湖南陽明山国家森林公園の山間部では、黄杉が主導的な地位を占めている。紅豆杉、三尖杉、香榧、多脉青岡も豊富に含まれてい。

### 動物
公園の山域には、鱗甲目、麝香鹿、白鷴、チュウゴクオオサンショウウオ（娃娃魚）、ノウサギ属、雉属などの動物が生息する。

## 観光・文化古跡
杜鵑花海（ツツジの海）は有名な観光地。
万壽寺は、宋代に建てられ、明代に再建された公園にある仏教寺院。
1934年8月23日、任弼時、王震、蕭克などが兵士を率いてここを通った。そこで紅軍記念亭を建てた。